# Stufen des Lebens

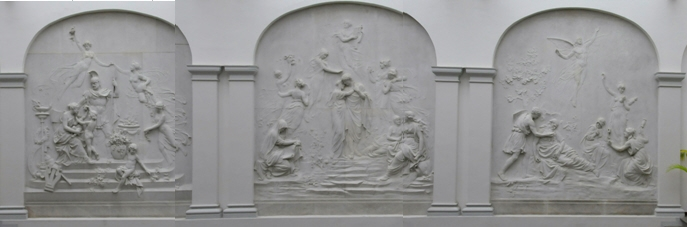
Das Relief-Ensemble „Stufen des Lebens“

Stufen des Lebens ist ein Marmorrelief im Gebäude Bahnhofstraße 3a, Gotha, heute Sitz des Deutschen Versicherungsmuseums, des Sozialgerichts Gotha und des Thüringer Finanzgerichts, das der Leipziger Künstler Adolf Lehnert im Jahre 1908 geschaffen hat. Er verarbeitet Motive der griechischen/römischen Mythologie. Das Relief besteht aus Carrara-Marmor. Haltung und Proportion des menschlichen Körpers entsprechen klassischen Vorbildern, z. B. Apollon (Bild mit Pfeil und Bogen).
Das Triptychon-Relief im Treppenhaus des Gebäudes lenkt den Blick des Besuchers automatisch auf sich. Die drei Teile, vom Künstler im Stil der Neorenaissance ausgearbeitet, stellen von links nach rechts drei Lebensstufen dar: Kindheit und Jugend – Ehe und Familie – Alter und Tod.

## Kindheit und Jugend – das linke Relief
Optischer Mittelpunkt des Werks ist die Mutter, ihr Kind im Schoß haltend. „Behütet“ wird das Ensemble vom selbstbewussten Vater, als Krieger gerüstet. Ein kleiner Junge reicht dem Kind einen Apfel, drei Grazien schweben engelgleich über dem Ganzen, und am Boden auf der Treppe sitzt ein Junge, nach Rosen greifend. Auf einer Säule steht die Öllampe, darauf ein geflügeltes Pferd sitzend, im Hintergrund brennt ein Feuer, und die Lyra in der Ecke steht wohl für die Hausmusik. Dahinter liegt ein Spinnrocken und der Schild des Kriegers, mit einem Lorbeerkranz bestückt.
Der Bezug zur Mythologie ist bei dieser Darstellung eines intakten Familienlebens offensichtlich: Hera, die Frau und Schwester von Zeus wird durch die Mutter dargestellt. Der Apfel in der Hand des Knaben ist ihr heilig. Der kraftstrotzende, stolze Mann verkörpert Ares, den Kriegsgott. Der Venus geheiligt sind die Rosen. Die Grazien verkörpern die drei Chariten: Euphrosyne („Frohsinn“), Thalia (auch Thaleia, „Festfreude“) und Aglaia („die Glänzende“). Einer der beiden Knaben, vermutlich der den Apfel reichende, ist die Verkörperung von Amor, dem Liebesgott. Das geflügelte Pferd ist Pegasus, Sinnbild der Dichtkunst.

## Ehe und Familie – das mittlere Relief
Im Mittelpunkt des zweiten Bildes sieht der Betrachter das glücklich vereinte Paar, um geben von neun Frauengestalten, z. Z. engelgleich schwebend. Das Paar steht auf der obersten von sechs oder sieben, schon ziemlich desolaten Stufen, von denen die untersten durch eine Flüssigkeit benässt sind, die aus einer umgekippten Vase fließt.
Auch hier ist der Bezug zur Mythologie schnell erkannt: die neun Frauengestalten stellen die Musen dar. Von rechts nach links: Klio mit der Papierrolle, Euterpe mit der Doppelflöte, Melpomene mit dem Schwert, Urania mit der Himmelskugel, Erato mit der Leier, als Muse der Liebesdichtung bezeichnenderweise im Zenit des Werkes, Polyhymnia (ohne Attribut), Thalia mit der Maske in der Hand, Terpsichore mit einer Rassel o. ä., Kalliope mit einer Schriftrolle auf den Knien. Der junge Ehemann, im ersten Bild noch der Knabe im Schoß der Mutter, verkörpert den schönen Apollo.

## Alter und Tod – das rechte Relief
Ein alter, sterbenskranker, bebarteter Mann liegt schwach und mit hängendem Kopf vor einem (Lebens-)Baum auf einer Liege. Ein Arzt reicht ihm eine Wasserschale. Am rechten Bildrand, sozusagen am Ende des Reliefs, wird von einer Spule ein (Lebens-)Faden abgewickelt, den eine junge Frau zu zerreißen versucht. Über dem Ganzen schwebt ein beflügelter Jüngling.
Der Bezug zur Mythologie: Der Arzt ist Asklepios, Gott der Heilkunst. Von den drei Frauen, die den Lebensfaden in Händen halten, sind die beiden rechten zwei der drei Parzen oder Moiren, Klotho und Lachesis, Schicksalsgöttinnen de römischen/griechischen Mythologie. Die Dritte soll Atropos darstellen, die, ihrer Aufgabe entsprechend, den Lebensfaden zerreißen soll. Der beflügelte Jüngling steht stellvertretend für Thanatos, den Gott des Todes.

## Bilder

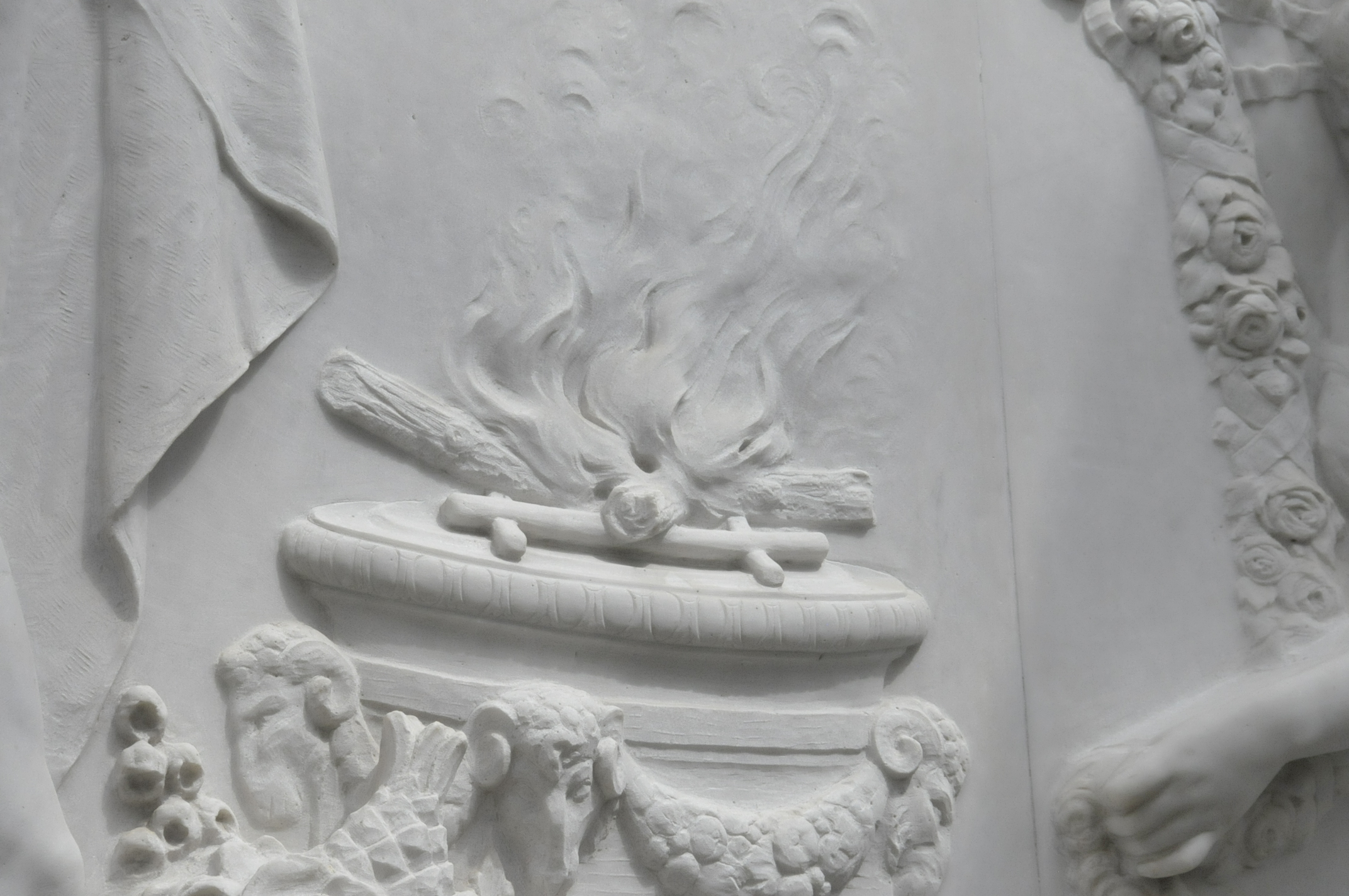
Das lodernde Feuer
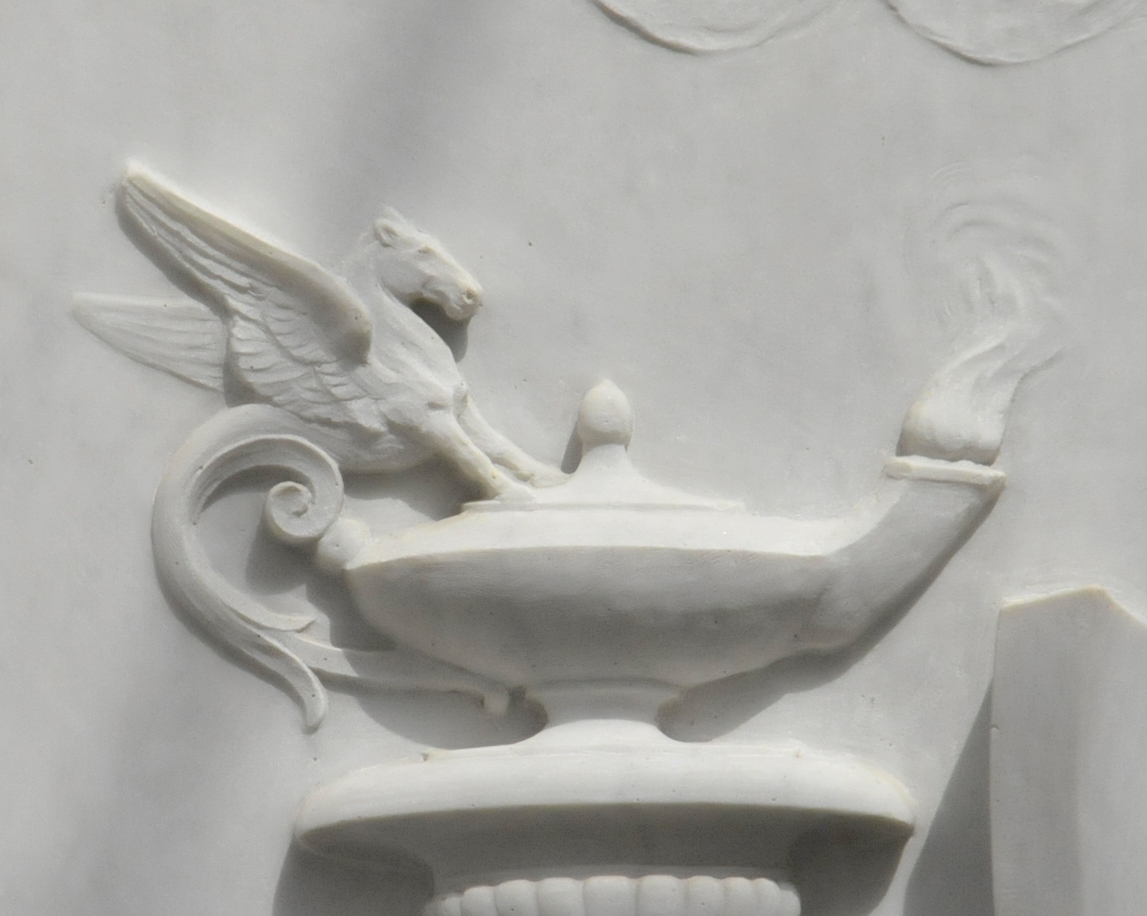
Pegasus auf der Öllampe
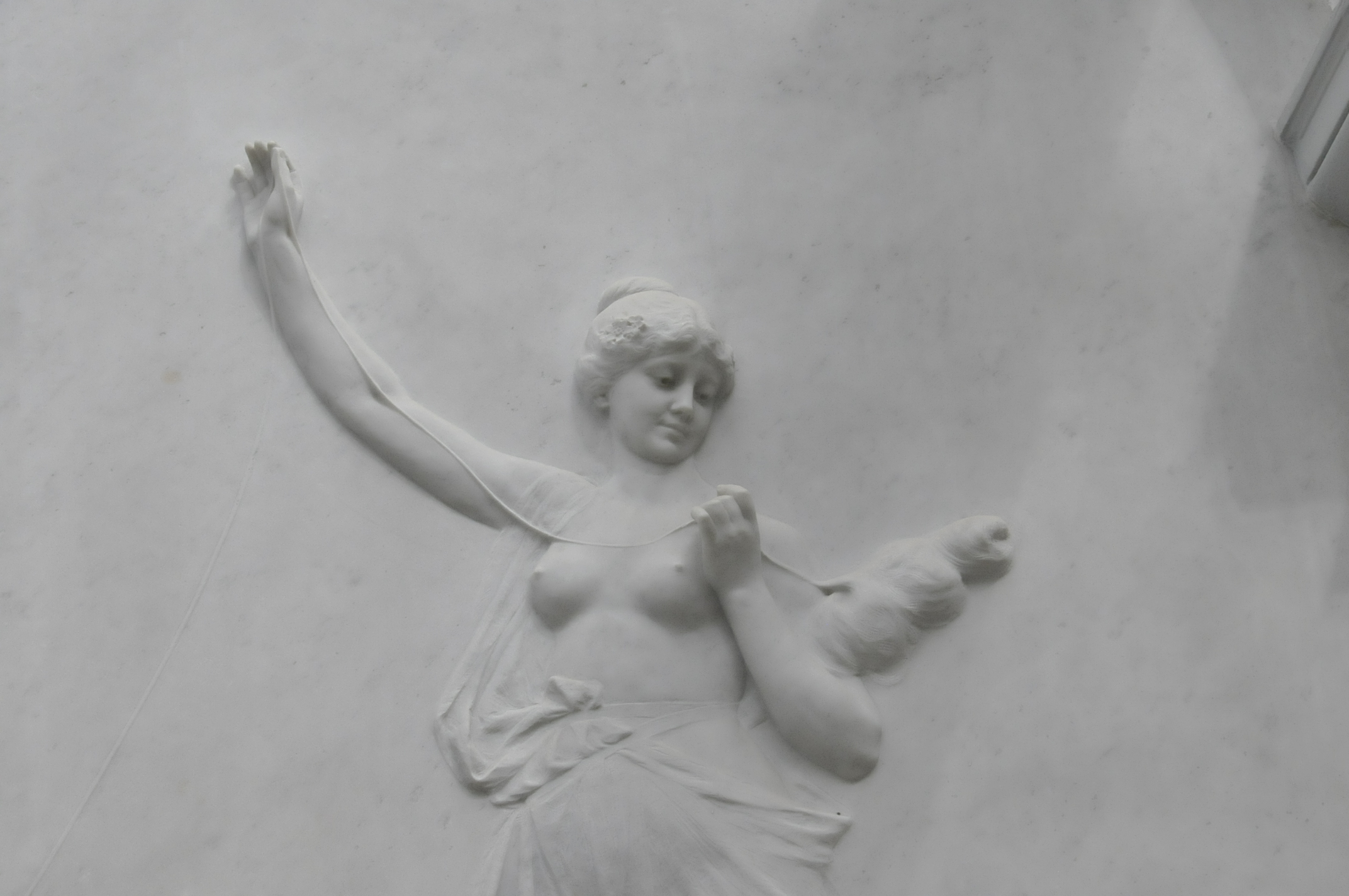
Eine der Parzen versucht den Lebensfaden zu halten
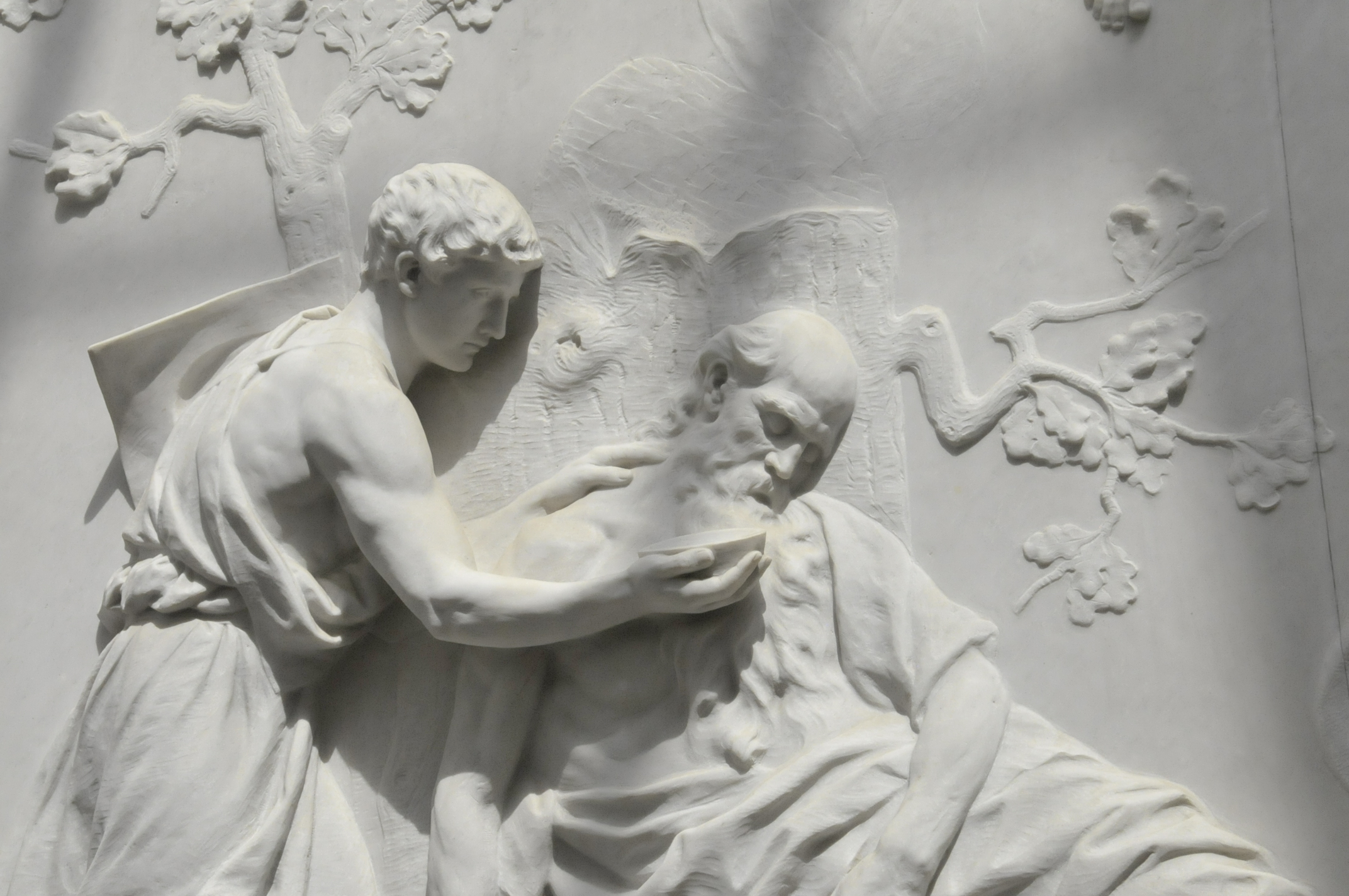
Asklepios reicht dem Alten einen Wassernapf
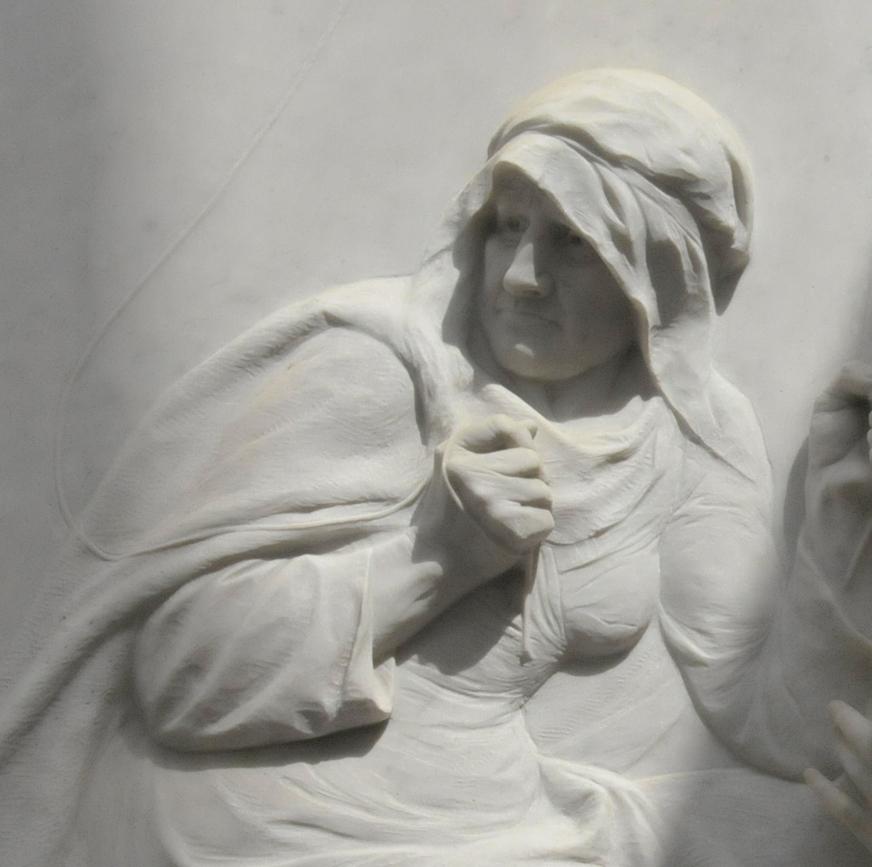
Atropos zerreißt den Lebensfaden

Koordinaten: 50° 56′ 35″ N, 10° 42′ 43,7″ O